# آرون بنتلی
آرون بنتلی (انگلیسی: Aaron Bentley؛ زادهٔ ۸ نوامبر ۱۹۹۵) بازیکن فوتبال اهل بریتانیا است.
از باشگاه‌هایی که در آن بازی کرده‌است می‌توان به باشگاه فوتبال ترورو سیتی، باشگاه فوتبال آلفرتون تاون، و باشگاه فوتبال پلیموث آرگیل اشاره کرد.